# امپراتور یوان هان
یوان امپراتور هان (انگلیسی: Emperor Yuan of Han; ۷۵ قبل از میلاد - ۳۳ قبل از میلاد) امپراتور دودمان هان در چین بود.
وی پس از مرگ پدرش امپراتور چوان به سلطنت رسید و در ۴۲ سالگی درگذشت و فرزندش چنگ پس از وی به حکومت رسید. یوان هان امپراتور هان در زمان فرار جومونگ از بویو، حمله به فرمانداری‌های ۴ گانه و تاسیس گوگوریو توسط وی بود.

## زندگی
او برخلاف سلف خود که یک واقع گرا بود، سیاست هایی را اجرا کرد که بر کنفوسیوسیسم تأکید داشت. سونجه در ذات خود به قدری غنایی بود که دلش برای همسر مرده ولیعهد، بانو سیما، تنگ شده بود و در کنفوسیوسیسم آرمانی غرق شده بود. او حتی توانایی ولیعهد برای حکومت در آینده را زیر سوال برد و در برهه ای به فکر خلع او از سلطنت افتاد. با این حال، ایده امپراتور سونجونگ از همسر اولش، ملکه هو هوانگ هو، یا ایده امپراتور سئونگه که از رابطه او با لیدی وانگ (امپراتور وانگ = شاهزاده وانگ جونگ گان ) توسط پسر عموی مادر بیولوژیکی اش ، شاهزاده خانم پیونگ-یون هیو هیو ، و امپراتور دیونگ هئو، و امپراطور دیونگ هئو متولد شد، به وجود آمد. سئونگجونگ.
هنگامی که او در سال 49 قبل از میلاد به سلطنت رسید ، دانشمندانی مانند سو مانگ جی را به کار گرفت که در دوران سلطنت ولیعهد دانشمند بود، اما او توسط خواجه هانگ گونگ و شی ژیان که از زمان سلطنت امپراتور شیان به عنوان همکاران نزدیک مهمی بودند شکست خورد. از آن زمان به بعد، سلطنت امپراتور یوان به میل خواجه ها تعیین می شد.
در آماده سازی برای اعزام، پادشاه سیاست هایی مانند کاهش مالیات ها و تجدید نظر در قوانین سخت کیفری برای تضمین ثبات در زندگی مردم اتخاذ کرد. دیگر تئوری‌های اولیه شامل ممنوعیت ضیافت‌های بزرگ، محدود کردن امنیت شکارگاه‌ها و املاک امپراتوری، کاهش هزینه مناسک اجدادی مانند زیارتگاه‌های اجدادی و تلاش برای بهبود وضعیت مالی بود، اما اساساً مسائل مالی را حل نکردند.
از سوی دیگر، دولت چنان جذب کنفوسیوسیسم شده بود که سیاست‌های مبتنی بر آرمان‌گرایی را به دور از واقعیت اجرا می‌کرد که منجر به از بین رفتن نظام انحصاری و بدتر شدن وضعیت مالی و در نتیجه ایجاد هرج و مرج در امور دولتی شد. قدرت ملی که توسط امپراتور ژوان زونگ احیا شده بود، دوباره تضعیف شد و فرصتی را برای وانگ مانگ، از نوادگان قبیله وانگ امپراتور یوانزونگ، ایجاد کرد تا تاج و تخت را غصب کند. بان بیائو، مورخ سلسله هان، سلطنت او را چنین ارزیابی کرد که در آن "دستاوردهای امپراتور فقید به دلیل عدم تصمیم گیری تضعیف شد.